# شهرستان کورتریک
شهرستان کورتریک (به هلندی: Kortrijk) در استان فلاندری غربی  در منطقه فلاندری در کشور بلژیک واقع شده‌است.